# Falvédő
A falvédő a falak védelmére szolgál, általában az ágy felé helyezik el, és az ággyal megegyező hosszúságú, tehát ma is a hétköznapi élet folyamán lakásainkat védjük, díszítsük vele. A különböző helyiségekben (de leginkább a szobákban használatosak) többféle anyagokból készült falvédőt használunk: lehet puha, bolyhos, egyszerű vászon, és a színpalettán előforduló bármelyik szín, ezek keveréke, különböző mintázatú, esetleg mesefigurás a gyerekeknek, vagy éppen kisebb anyagdarabokból összevarrott, gondoljunk a foltvarrókra. Nem csak az ágyak felé helyeztek falvédőt, hanem ezzel párhuzamosan vagy merőlegesen a szobában, esetleg a kanapé, asztal fölé, könyvespolc alá, vagy csak egyszerűen az üres falra.
A falra helyezése is különböző lehet, általában egyszerű vékony léccel történik, amely egyenesen tarja a drapériát. Néhány falvédő egyik hosszabbik oldalára fémkarikákat szerelnek elősegítve ezzel a falra helyezését. Az egyszerűbb, igénytelenebb helyeken, csak szöggel, vagy rajzszeggel erősítik a falra.
A különböző koroknak, és helyeknek megvoltak a maga színei (kék-fehér, piros fehér, az ágytakaróhoz hasonló stílusú, szövésű, mintázatú), és feliratai (dicsőítő szövegek, szólások, közmondások).

## Története
A 19. század második felében nagyon elterjedt volt az egyszerű háztartásokban, a konyhában a kisebb, egyszerűbb, általában fehérvászon alapon vidám színekkel hímzett falvédő. Ezeket az asszonyok nagy erőszeretettel hímezték, általában a hétköznapi életből vették a példát (szerelem), a terítőre a személyek, és tárgyak körvonalait öltéssel hímezték. Ezeken a darabokon általában felirat is volt, melyek ízlés és stílus szerint több helyen előfordulhatott: vízszintesen, függőlegesen, esetleg körben, de a talán legjellemzőbb az aláírás volt. A feliratok a leggyakrabban népdalidézetek, szólások, közmondások voltak. Ezeket a szövegeket is az előbb említett öltésekkel hímezték. A szélei lehetnek rojtosak, beszegettek, különböző színnel, és mintával hímzettek. Néhány egyedi esetben egyszerű, vagy hímzett terítőt használtak falvédőkent. 
A falvédő másik neve faliszőnyeg. Manapság eléggé elterjedt, hogy nem tényleges falvédővel díszítik a falat, hanem egyszerűbb, puhább szőnyeggel, sőt gyártanak szőnyegszerű falvédőt is. Napjainkban például Pittmann Zsófi képzőművész alkotásain megjelenik Zámbó Jimmy, Zalatnay Sarolta, Charlie, de a viszkis rabló, Ambrus Attila is.